# Campeonato Asiático de Voleibol Feminino de 2023
O Campeonato Asiático de Voleibol Feminino de 2023 foi a 22.ª edição deste torneio organizado bienalmente pela AVC em parceria com Associação de Voleibol da Tailândia. O torneio ocorreu de 30 de agosto a 6 de setembro, na cidade de  Nakhon Ratchasima, Tailândia.

A Seleção Tailandesa conquista seu terceiro título continental ao vencer a China na decisão, e completa o pódio o Japão que derrotou na disputa pelo bronze o Vietnã. A ponteira tailandesa  Chatchu-on Moksri foi premiada como a melhor jogadora da competição

## Equipes participantes
O torneio contou com a participação de 14 equipes.
| Grupo         | Equipe    | Última participação |
| A             |           |                     |
| ------------- | --------- | ------------------- |
| A             | Tailândia | 2019                |
| A             | Austrália | 2019                |
| A             | Mongólia  | 2013                |
| B             |           |                     |
| Japão         | 2019      |                     |
| Irã           | 2019      |                     |
| Índia         | 2019      |                     |
| C             |           |                     |
| Coreia do Sul | 2019      |                     |
| Taipé Chinês  | 2019      |                     |
| Vietnã        | 2019      |                     |
| Uzbequistão   | 2009      |                     |
| D             |           |                     |
| China         | 2019      |                     |
| Cazaquistão   | 2019      |                     |
| Hong Kong     | 2019      |                     |
| Filipinas     | 2019      |                     |

## Ginásios
| Nakhon Ratchasima                     | Nakhon Ratchasima          |
| ------------------------------------- | -------------------------- |
| Korat Chatchai Hall Capacidade: 5,000 | MCC Hall Capacidade: 5,000 |
|                                       |                            |

## Formato da disputa
A competição reuniu 14 equipes, com partidas em oito dias (e recesso de dois dias). As seleções foram distribuídas em quatro grupos, definidos de A a D, com disputas dentro de cada chave. Ao final, as duas primeiras equipes de cada grupo foram distribuídas na segunda fase nos grupos E e F (com chance de avançar ao título), sendo o grupo E composto do 1A, 2A, 1C e 2C; e a composição do F ficará com o 1B, 2B, 1D e 2D; enquanto que as duas últimas equipes de cada grupo formaram na segunda fase os grupos G e H (visando enquadramento para as disputas de 9º ao 14º lugar), sendo o agrupamento G  disputado pelo 3A, 4A, 3C e 4C; por último o grupo H reunirá o 3B, 4B, 3D e 4D.
Ao final da segunda fase, as duas primeiras colocadas dos grupos E e F se qualificaram para as semifinais e, por sua vez, as equipes eliminadas destes grupos foram para a disputa do 5º ao 8º lugar. Quanto às duas primeiras seleções dos grupos G e H, estas foram ao playoff da 9ª à 12ª colocação, enquanto que as eliminadas destes dois grupos disputaram o playoff que determinou o posicionamento final do 13º lugar.

### Critérios de desempate
1. Maior número de partidas ganhas.
2. Maior número de pontos obtidos, que são concedidos da seguinte forma:
  - Partida com resultado final 3–0: 5 pontos para o vencedor e 0 pontos para o perdedor.
  - Partida com resultado final 3–1: 4 pontos para o vencedor e 1 pontos para o perdedor.
  - Partida com resultado final 3–2: 3 pontos para o vencedor e 2 pontos para o perdedor.
3. Proporção entre pontos ganhos e pontos perdidos (razão de pontos).
4. Proporção entre os sets ganhos e os sets perdidos (razão de sets).
5. Se o empate persistir entre duas equipes, a prioridade é dada à equipe que venceu a última partida entre as equipes envolvidas.
6. Se o empate persistir entre três equipes ou mais, uma nova classificação será feita levando-se em conta apenas as partidas entre as equipes envolvidas.

## Primeira fase
|  | Qualificados para a Segunda Fase (Grupo E) |
|  | Qualificados para a Segunda Fase (Grupo F) |
|  | Qualificados para a Segunda Fase (Grupo G) |
|  | Qualificados para a Segunda Fase (Grupo H) |

### Grupo A
Classificação
|     |           |     | Jogos | Jogos | Jogos | Pontos | Pontos | Pontos | Sets | Sets | Sets  |
| Pos | Equipe    | Pts | T     | V     | D     | V      | P      | R      | V    | P    | R     |
| --- | --------- | --- | ----- | ----- | ----- | ------ | ------ | ------ | ---- | ---- | ----- |
| 1   | Tailândia | 6   | 2     | 2     | 0     | 150    | 82     | 1.829  | 6    | 0    | MAX   |
| 2   | Austrália | 3   | 2     | 1     | 1     | 128    | 129    | 0.992  | 3    | 3    | 1,000 |
| 3   | Mongólia  | 0   | 2     | 0     | 2     | 84     | 151    | 0.556  | 0    | 6    | 0,000 |

Resultados
| Data   | Hora  |           | Placar |           | Set 1 | Set 2 | Set 3 | Set 4 | Set 5 | Total | Relatório    |
| ------ | ----- | --------- | ------ | --------- | ----- | ----- | ----- | ----- | ----- | ----- | ------------ |
| 30 ago | 18:00 | Austrália | 0–3    | Tailândia | 14–25 | 16–25 | 22–25 |       |       | 52–75 | Estatísticas |
| 31 ago | 12:00 | Mongólia  | 0–3    | Austrália | 16–25 | 24–26 | 14–25 |       |       | 54–76 | Estatísticas |
| 1 set  | 18:00 | Tailândia | 3–0    | Mongólia  | 25–12 | 25–7  | 25–11 |       |       | 75–30 | Estatísticas |

### Grupo B
Classificação
|     |        |     | Jogos | Jogos | Jogos | Pontos | Pontos | Pontos | Sets | Sets | Sets  |
| Pos | Equipe | Pts | T     | V     | D     | V      | P      | R      | V    | P    | R     |
| --- | ------ | --- | ----- | ----- | ----- | ------ | ------ | ------ | ---- | ---- | ----- |
| 1   | Japão  | 6   | 2     | 2     | 0     | 150    | 88     | 1.705  | 6    | 0    | MAX   |
| 2   | Índia  | 3   | 2     | 1     | 1     | 134    | 164    | 0.817  | 3    | 4    | 0.750 |
| 3   | Irã    | 0   | 2     | 0     | 2     | 145    | 177    | 0.819  | 1    | 6    | 0.167 |

Resultados
| Data   | Hora  |       | Placar |       | Set 1 | Set 2 | Set 3 | Set 4 | Set 5 | Total  | Relatório    |
| ------ | ----- | ----- | ------ | ----- | ----- | ----- | ----- | ----- | ----- | ------ | ------------ |
| 30 ago | 12:00 | Irã   | 0–3    | Japão | 18–25 | 16–25 | 22–25 |       |       | 56–75  | Estatísticas |
| 31 ago | 15:00 | Índia | 3–1    | Irã   | 22–25 | 25–19 | 30–28 | 25–17 |       | 102–89 | Estatísticas |
| 1 set  | 12:00 | Japão | 3–0    | Índia | 25–10 | 25–16 | 25–6  |       |       | 75–32  | Estatísticas |

### Grupo C
Classificação
|     |               |     | Jogos | Jogos | Jogos | Pontos | Pontos | Pontos | Sets | Sets | Sets  |
| Pos | Equipe        | Pts | T     | V     | D     | V      | P      | R      | V    | P    | R     |
| --- | ------------- | --- | ----- | ----- | ----- | ------ | ------ | ------ | ---- | ---- | ----- |
| 1   | Vietnã        | 8   | 3     | 3     | 0     | 274    | 217    | 1.263  | 9    | 3    | 3,000 |
| 2   | Coreia do Sul | 6   | 3     | 2     | 1     | 288    | 238    | 1.210  | 8    | 5    | 1.600 |
| 3   | Taipé Chinês  | 4   | 3     | 1     | 2     | 250    | 242    | 1.033  | 6    | 6    | 1,000 |
| 4   | Uzbequistão   | 3   | 4     | 1     | 3     | 110    | 225    | 0.489  | 0    | 9    | 0,000 |

Resultados
| Data   | Hora  |               | Placar |               | Set 1 | Set 2 | Set 3 | Set 4 | Set 5 | Total   | Relatório    |
| ------ | ----- | ------------- | ------ | ------------- | ----- | ----- | ----- | ----- | ----- | ------- | ------------ |
| 30 ago | 15:00 | Coreia do Sul | 2–3    | Vietnã        | 25–22 | 25–19 | 23–25 | 17–25 | 13–15 | 103–106 | Estatísticas |
| 30 ago | 18:00 | Taipé Chinês  | 3–0    | Uzbequistão   | 25–11 | 25–10 | 25–18 |       |       | 75–39   | Estatísticas |
| 31 ago | 18:00 | Coreia do Sul | 3–2    | Taipé Chinês  | 25–13 | 25–22 | 23–25 | 22–25 | 15–8  | 110–93  | Estatísticas |
| 31 ago | 18:00 | Vietnã        | 3–0    | Uzbequistão   | 25–11 | 25–12 | 25–9  |       |       | 75–32   | Estatísticas |
| 1 set  | 15:00 | Uzbequistão   | 0–3    | Coreia do Sul | 12–25 | 15–25 | 12–25 |       |       | 39–75   | Estatísticas |
| 1 set  | 15:00 | Taipé Chinês  | 1–3    | Vietnã        | 18–25 | 22–25 | 25–18 | 17–25 |       | 82–93   | Estatísticas |

### Grupo D
Classificação
|     |             |     | Jogos | Jogos | Jogos | Pontos | Pontos | Pontos | Sets | Sets | Sets  |
| Pos | Equipe      | Pts | T     | V     | D     | V      | P      | R      | V    | P    | R     |
| --- | ----------- | --- | ----- | ----- | ----- | ------ | ------ | ------ | ---- | ---- | ----- |
| 1   | China       | 9   | 3     | 3     | 0     | 225    | 128    | 1.758  | 9    | 0    | MAX   |
| 2   | Cazaquistão | 5   | 3     | 2     | 1     | 226    | 234    | 0.966  | 6    | 5    | 1.200 |
| 3   | Hong Kong   | 3   | 3     | 1     | 2     | 164    | 203    | 0.808  | 3    | 6    | 0.500 |
| 4   | Filipinas   | 1   | 3     | 0     | 3     | 208    | 258    | 0.806  | 2    | 9    | 0.222 |

Resultados
| Data   | Hora  |             | Placar |             | Set 1 | Set 2 | Set 3 | Set 4 | Set 5 | Total   | Relatório    |
| ------ | ----- | ----------- | ------ | ----------- | ----- | ----- | ----- | ----- | ----- | ------- | ------------ |
| 30 ago | 12:00 | Hong Kong   | 0–3    | China       | 12–25 | 15–25 | 6–25  |       |       | 33–75   | Estatísticas |
| 30 ago | 15:00 | Cazaquistão | 3–2    | Filipinas   | 25–21 | 17–25 | 24–26 | 27–25 | 15–6  | 108–103 | Estatísticas |
| 31 ago | 12:00 | Cazaquistão | 3–0    | Hong Kong   | 25–16 | 25–23 | 25–17 |       |       | 75–56   | Estatísticas |
| 31ago  | 15:00 | Filipinas   | 0–3    | China       | 15–25 | 20–25 | 17–25 |       |       | 52–75   | Estatísticas |
| 1 set  | 12:00 | Hong Kong   | 3–0    | Filipinas   | 25–21 | 25–21 | 25–11 |       |       | 75–53   | Estatísticas |
| 1 set  | 18:00 | China       | 3–0    | Cazaquistão | 25–12 | 25–21 | 25–10 |       |       | 75–43   | Estatísticas |

## Segunda fase
|  | Qualificados para as Semifinais                   |
|  | Qualificados para as Disputa do 5º ao 8º lugares  |
|  | Qualificados para as Disputa do 9º ao 12º lugares |
|  | Qualificados para as Disputa do 13º lugar         |

### Grupo E
Classificação
|     |               |     | Jogos | Jogos | Jogos | Pontos | Pontos | Pontos | Sets | Sets | Sets  |
| Pos | Equipe        | Pts | T     | V     | D     | V      | P      | R      | V    | P    | R     |
| --- | ------------- | --- | ----- | ----- | ----- | ------ | ------ | ------ | ---- | ---- | ----- |
| 1   | Tailândia     | 9   | 3     | 3     | 0     | 238    | 198    | 1.202  | 9    | 1    | 9,000 |
| 2   | Vietnã        | 6   | 3     | 2     | 1     | 262    | 252    | 1.040  | 7    | 5    | 1.400 |
| 3   | Coreia do Sul | 3   | 3     | 1     | 2     | 244    | 232    | 1.052  | 5    | 6    | 0.833 |
| 4   | Austrália     | 0   | 3     | 0     | 3     | 154    | 226    | 0.681  | 0    | 9    | 0,000 |

Resultados
| Data  | Hora  |           | Placar |               | Set 1 | Set 2 | Set 3 | Set 4 | Set 5 | Total | Relatório    |
| ----- | ----- | --------- | ------ | ------------- | ----- | ----- | ----- | ----- | ----- | ----- | ------------ |
| 3 set | 15:00 | Tailândia | 3–0    | Coreia do Sul | 25–20 | 25–22 | 25–23 |       |       | 75–65 | Estatísticas |
| 3 set | 18:00 | Austrália | 0–3    | Vietnã        | 15–25 | 15–25 | 21–25 |       |       | 51–75 | Estatísticas |
| 4 set | 15:00 | Austrália | 0–3    | Coreia do Sul | 24–26 | 13–25 | 14–25 |       |       | 51–76 | Estatísticas |
| 4 set | 18:00 | Tailândia | 3–1    | Vietnã        | 23–25 | 25–14 | 25–19 | 25–23 |       | 98–81 | Estatísticas |

### Grupo F
Classificação
|     |             |     | Jogos | Jogos | Jogos | Pontos | Pontos | Pontos | Sets | Sets | Sets  |
| Pos | Equipe      | Pts | T     | V     | D     | V      | P      | R      | V    | P    | R     |
| --- | ----------- | --- | ----- | ----- | ----- | ------ | ------ | ------ | ---- | ---- | ----- |
| 1   | China       | 8   | 3     | 3     | 0     | 259    | 182    | 1.423  | 9    | 2    | 4.500 |
| 2   | Japão       | 7   | 3     | 2     | 1     | 258    | 192    | 1.344  | 8    | 3    | 2.667 |
| 3   | Cazaquistão | 3   | 3     | 1     | 2     | 169    | 205    | 0.824  | 3    | 6    | 0.500 |
| 4   | Índia       | 0   | 3     | 0     | 3     | 118    | 225    | 0.524  | 0    | 9    | 0,000 |

Resultados
| Data  | Hora  |       | Placar |             | Set 1 | Set 2 | Set 3 | Set 4 | Set 5 | Total   | Relatório    |
| ----- | ----- | ----- | ------ | ----------- | ----- | ----- | ----- | ----- | ----- | ------- | ------------ |
| 3 set | 12:00 | Índia | 0–3    | China       | 9–25  | 10–25 | 12–25 |       |       | 31–75   | Estatísticas |
| 3 set | 12:00 | Japão | 3–0    | Cazaquistão | 25–13 | 25–20 | 25–18 |       |       | 75–51   | Estatísticas |
| 4 set | 12:00 | Japão | 2–3    | China       | 25–23 | 20–25 | 25–19 | 24–26 | 14–16 | 108–109 | Estatísticas |
| 4 set | 12:00 | Índia | 0–3    | Cazaquistão | 17–25 | 17–25 | 21–25 |       |       | 55–75   | Estatísticas |

### Grupo G
Classificação
|     |              |     | Jogos | Jogos | Jogos | Pontos | Pontos | Pontos | Sets | Sets | Sets  |
| Pos | Equipe       | Pts | T     | V     | D     | V      | P      | R      | V    | P    | R     |
| --- | ------------ | --- | ----- | ----- | ----- | ------ | ------ | ------ | ---- | ---- | ----- |
| 1   | Taipé Chinês | 7   | 3     | 2     | 1     | 151    | 97     | 1.557  | 6    | 0    | MAX   |
| 2   | Mongólia     | 3   | 2     | 1     | 1     | 133    | 126    | 1.056  | 3    | 3    | 1,000 |
| 3   | Uzbequistão  | 1   | 3     | 0     | 3     | 89     | 150    | 0.593  | 0    | 6    | 0,000 |

Resultados
| Data  | Hora  |          | Placar |             | Set 1 | Set 2 | Set 3 | Set 4 | Set 5 | Total | Relatório    |
| ----- | ----- | -------- | ------ | ----------- | ----- | ----- | ----- | ----- | ----- | ----- | ------------ |
| 3 set | 15:00 | Mongólia | 3–0    | Uzbequistão | 25–15 | 25–19 | 25–16 |       |       | 75–50 | Estatísticas |
| 4 set | 15:00 | Mongólia | 0–3    | Uzbequistão | 17–25 | 24–26 | 17–25 |       |       | 58–76 | Estatísticas |

### Grupo H
Classificação
|     |           |     | Jogos | Jogos | Jogos | Pontos | Pontos | Pontos | Sets | Sets | Sets  |
| Pos | Equipe    | Pts | T     | V     | D     | V      | P      | R      | V    | P    | R     |
| --- | --------- | --- | ----- | ----- | ----- | ------ | ------ | ------ | ---- | ---- | ----- |
| 1   | Irã       | 4   | 2     | 2     | 0     | 215    | 191    | 1.126  | 6    | 4    | 1.500 |
| 2   | Hong Kong | 4   | 2     | 1     | 1     | 160    | 157    | 1.019  | 5    | 3    | 1.667 |
| 3   | Filipinas | 1   | 2     | 0     | 2     | 159    | 186    | 0.855  | 2    | 6    | 0.333 |

Resultados
| Data  | Hora  |     | Placar |           | Set 1 | Set 2 | Set 3 | Set 4 | Set 5 | Total   | Relatório    |
| ----- | ----- | --- | ------ | --------- | ----- | ----- | ----- | ----- | ----- | ------- | ------------ |
| 3 set | 18:00 | Irã | 3–2    | Filipinas | 22–25 | 25–22 | 25–21 | 24–26 | 15–12 | 111–106 | Estatísticas |
| 4 set | 18:00 | Irã | 3–2    | Hong Kong | 25–20 | 19–25 | 20–25 | 25–5  | 15–10 | 104–85  | Estatísticas |

## Fase final

### Chaveamento final
|  | Semifinais            | Semifinais            |   |                       | Final                 | Final |  |
|  |                       |                       |   |                       |                       |       |  |
|  | 5 de setembro – 15:00 |                       |   |                       |                       |       |  |
|  | Tailândia             | 3                     |   |                       |                       |       |  |
|  | Japão                 | 2                     |   |                       |                       |       |  |
|  |                       |                       |   |                       |                       |       |  |
|  |                       |                       |   |                       | 6 de setembro – 18:00 |       |  |
|  |                       |                       |   |                       | Tailândia             | 3     |  |
|  |                       | China                 | 2 |                       |                       |       |  |
|  |                       |                       |   |                       |                       |       |  |
|  |                       |                       |   |                       |                       |       |  |
|  |                       |                       |   |                       | 3º lugar              |       |  |
|  | 5 de setembro – 18:00 | 5 de setembro – 18:00 |   | 6 de setembro – 15:00 | 6 de setembro – 15:00 |       |  |
|  | Vietnã                | 2                     |   | Japão                 | 3                     |       |  |
|  | China                 | 3                     |   |                       | Vietnã                | 2     |  |

### Décimo terceiro lugar
Resultado
| Data  | Hora  |             | Placar |           | Set 1 | Set 2 | Set 3 | Set 4 | Set 5 | Total | Relatório    |
| ----- | ----- | ----------- | ------ | --------- | ----- | ----- | ----- | ----- | ----- | ----- | ------------ |
| 5 set | 09:00 | Uzbequistão | 0–3    | Filipinas | 20–25 | 17–25 | 23–25 |       |       | 60–75 | Estatísticas |

### Classificação do 9º ao 12º lugares
Resultados
| Data  | Hora  |              | Placar |           | Set 1 | Set 2 | Set 3 | Set 4 | Set 5 | Total | Relatório    |
| ----- | ----- | ------------ | ------ | --------- | ----- | ----- | ----- | ----- | ----- | ----- | ------------ |
| 5 set | 15:00 | Taipé Chinês | 3–0    | Hong Kong | 25–11 | 25–20 | 25–19 |       |       | 75–50 | Estatísticas |
| 5 set | 18:00 | Mongólia     | 0–3    | Irã       | 18–25 | 12–25 | 20–25 |       |       | 50–75 | Estatísticas |

### Décimo primeiro lugar
Resultado
| Data  | Hora  |           | Placar |          | Set 1 | Set 2 | Set 3 | Set 4 | Set 5 | Total  | Relatório    |
| ----- | ----- | --------- | ------ | -------- | ----- | ----- | ----- | ----- | ----- | ------ | ------------ |
| 6 set | 13:00 | Hong Kong | 3–2    | Mongólia | 25–19 | 16–25 | 25–27 | 25–20 | 15–7  | 106–98 | Estatísticas |

### Nono lugar
Resultado
| Data  | Hora  |              | Placar |     | Set 1 | Set 2 | Set 3 | Set 4 | Set 5 | Total | Relatório    |
| ----- | ----- | ------------ | ------ | --- | ----- | ----- | ----- | ----- | ----- | ----- | ------------ |
| 6 Sep | 16:00 | Taipé Chinês | 3–0    | Irã | 25–14 | 25–19 | 26–24 |       |       | 76–57 | Estatísticas |

### Classificação do 5º ao 8º lugares
Resultados
| Data  | Hora  |               | Placar |             | Set 1 | Set 2 | Set 3 | Set 4 | Set 5 | Total  | Relatório    |
| ----- | ----- | ------------- | ------ | ----------- | ----- | ----- | ----- | ----- | ----- | ------ | ------------ |
| 5 set | 12:00 | Austrália     | 2–3    | Cazaquistão | 16–25 | 25–21 | 25–19 | 15–25 | 12–15 | 93–105 | Estatísticas |
| 5 set | 12:00 | Coreia do Sul | 3–0    | Índia       | 25–21 | 25–18 | 25–20 |       |       | 75–59  | Estatísticas |

### Sétimo lugar
Resultado
| Data  | Hora  |       | Placar |           | Set 1 | Set 2 | Set 3 | Set 4 | Set 5 | Total   | Relatório    |
| ----- | ----- | ----- | ------ | --------- | ----- | ----- | ----- | ----- | ----- | ------- | ------------ |
| 6 Sep | 10:00 | Índia | 3–2    | Austrália | 21–25 | 28–26 | 25–23 | 20–25 | 15–10 | 109–109 | Estatísticas |

### Quinto lugar
Resultado
| Data  | Hora  |               | Placar |             | Set 1 | Set 2 | Set 3 | Set 4 | Set 5 | Total | Relatório    |
| ----- | ----- | ------------- | ------ | ----------- | ----- | ----- | ----- | ----- | ----- | ----- | ------------ |
| 6 set | 12:00 | Coreia do Sul | 0–3    | Cazaquistão | 24–26 | 23–25 | 23–25 |       |       | 70–76 | Estatísticas |

#### Semifinais
Resultados
| Data  | Hora  |           | Placar |       | Set 1 | Set 2 | Set 3 | Set 4 | Set 5 | Total   | Relatório    |
| ----- | ----- | --------- | ------ | ----- | ----- | ----- | ----- | ----- | ----- | ------- | ------------ |
| 5 set | 15:00 | Vietnã    | 0–3    | China | 13–25 | 12–25 | 22–25 |       |       | 47–75   | Estatísticas |
| 5 set | 18:00 | Tailândia | 3–2    | Japão | 25–23 | 19–25 | 20–25 | 25–20 | 15–11 | 104–104 | Estatísticas |

#### Terceiro lugar
| Data  | Hora  |       | Placar |        | Set 1 | Set 2 | Set 3 | Set 4 | Set 5 | Total  | Relatório    |
| ----- | ----- | ----- | ------ | ------ | ----- | ----- | ----- | ----- | ----- | ------ | ------------ |
| 6 set | 15:00 | Japão | 3–2    | Vietnã | 21–25 | 25–14 | 25–22 | 20–25 | 15–11 | 106–97 | Estatísticas |

#### Final
| Data  | Hora  |           | Placar |       | Set 1 | Set 2 | Set 3 | Set 4 | Set 5 | Total   | Relatório    |
| ----- | ----- | --------- | ------ | ----- | ----- | ----- | ----- | ----- | ----- | ------- | ------------ |
| 6 set | 18:00 | Tailândia | 3–2    | China | 25–21 | 25–27 | 25–19 | 20–25 | 16–14 | 111–106 | Estatísticas |

## Classificação final
| Pos            | Equipe        |
| -------------- | ------------- |
| Campeão        | Tailândia     |
| Vice-campeão   | China         |
| Terceiro lugar | Japão         |
| 4              | Vietnã        |
| 5              | Cazaquistão   |
| 6              | Coreia do Sul |
| 7              | Índia         |
| 8              | Austrália     |
| 9              | Taipé Chinês  |
| 10             | Irã           |
| 11             | Hong Kong     |
| 12             | Mongólia      |
| 13             | Filipinas     |
| 14             | Uzbequistão   |

|  | Classificado para o Campeonato Mundial de 2025 |

## Premiações
| Campeonato Asiático de 2023   |
| Tailândia                     |
| ----------------------------- |
| Tailândia Campeã (3.º título) |

### Individuais
As atletas que integraram a seleção do campeonato foram:
| MVP (Most Valuable Player) | Chatchu-on Moksri | Tailândia |
| Oposta                     | Zhou Yetong       | China     |
| 1ª ponteira                | Yuki Nishikawa    | Japão     |
| 2ª ponteira                | Wu Mengjie        | China     |
| 1ª central                 | Thatdao Nuekjang  | Tailândia |
| 2ª central                 | Yang Hanyu        | China     |
| Levantadora                | Pornpun Guedpard  | Tailândia |
| Líbero                     | Manami Kojima     | Japão     |